# Коњоли (Терамо)
Коњоли (итал. Cognoli) је насеље у Италији у округу Терамо, региону Абруцо.
Према процени из 2011. у насељу је живело 42 становника. Насеље се налази на надморској висини од 201 м.